# Joshua Palmer
Joshua Palmer (Adelaide, 10 augustus 1991) is een Australische zwemmer.

## Carrière
Op de 2016 Australian Swimming Championships kwalificeerde Palmer zich, op de 4x100 meter wisselslag, voor de Olympische Zomerspelen 2016 in Rio de Janeiro.

## Internationale toernooien
| Jaar | Olympische Spelen | WK langebaan | WK kortebaan  | PanPacs | Gemenebestspelen |
| ---- | ----------------- | ------------ | ------------- | ------- | ---------------- |
| 2016 | 5-21 augustus     |              | 6-11 december |         |                  |

## Persoonlijke records
Bijgewerkt tot en met 12 april 2016
Kortebaan
| Afstand         | Tijd  | Datum           | Plaats   |
| --------------- | ----- | --------------- | -------- |
| 50m schoolslag  | 26,96 | 8 november 2014 | Adelaide |
| 100m schoolslag | 59,08 | 5 november 2014 | Adelaide |

Langebaan
| Afstand         | Tijd    | Datum         | Plaats   |
| --------------- | ------- | ------------- | -------- |
| 50m schoolslag  | 27,85   | 12 april 2016 | Adelaide |
| 100m schoolslag | 1.00,21 | 7 april 2016  | Adelaide |